# Raquel Soeiro de Brito
Maria Raquel Viegas Soeiro de Brito, née en 1925 à Elvas, est une géographe portugaise. Première femme docteure en géographie au Portugal, elle participe à plusieurs expéditions géographiques dont celle lors de l'éruption du volcan Capelinhos qu'elle est la première scientifique à gravir. Dans un contexte de renouveau de la géographie du Portugal, elle participe à de nombreuses publications comme l'Atlas du Portugal. Son travail scientifique est récompensé de nombreux prix.

## Biographie
Raquel Soeiro de Brito est née dans la municipalité d'Elvas, dans le quartier d'Assunção (pt) en 1925,.
Elle fait des études de géographie à la Faculté des lettres de l'Université de Lisbonne (pt), dont elle sort diplômée en 1948. Elle obtient une bourse de l'Instituto de Alta Cultura (pt) et embarque vers l'île de São Miguel dans les Açores, où elle reste durant 3 mois,,. Puis c'est le gouvernement français qui lui offre la possibilité de venir étudier à l'université de Clermont-Ferrand, auprès de géographes tels que Max Derruau et Philippe Arbos. Ils lui proposent de faire un doctorat sur l'île de São Miguel, proposition qu'elle décline afin de le réaliser à l'université de Lisbonne. Elle soutient « A Ilha de São Miguel. Estudo geográfico (L'île de São Miguel. Étude géographique) » en 1955, devenant la première femme docteure en géographie au Portugal et la onzième femme à soutenir un doctorat dans son pays,. En 1959, elle devient maîtresse de conférence et en 1966 professeure. 

### Investissement dans le milieu universitaire
En 1977, elle fait partie du groupe d'universitaires portugais qui fonde la Faculté des sciences sociales et humaines de la Nouvelle Université de Lisbonne (pt), groupe composé d'Antenio de Oliveira Marques (pt), de José-Augusto França (pt), de José Mattoso, de Teolinda Gersão (pt), de Teresa Rita Lopes (pt) et de Vitorino Magalhães Godinho. C'est grâce à elle que les départements de géographie, d'anthropologie et d'aménagement du territoire sont créés au sein de cette faculté. On lui doit aussi l'ajout dans la licence de géographie des mathématiques, des sciences marines et de l'informatique,,,,.
Elle est directrice de la revue Geographica.

### Activité associatives
Elle est membre de la Société géographique de Lisbonne (pt) et présidente d'une des sections de Académie de marine de Lisbonne (pt),,.

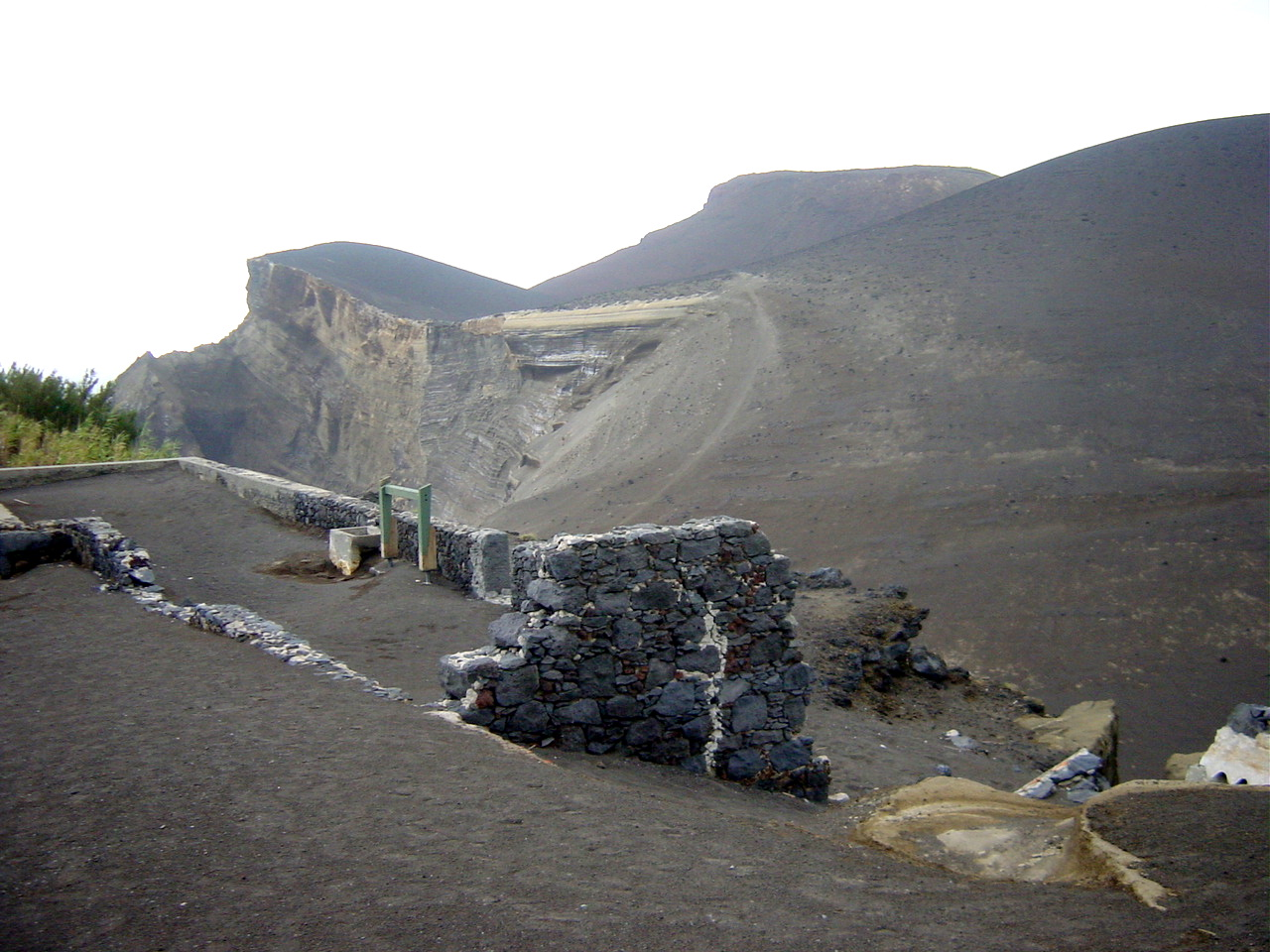
Volcan Capelinhos sur l'île de Faial.

## Travaux
C'est durant ses études qu'elle rencontre les géographes Orlando Ribeiro et Mariano Feio (pt) avec qui elle travaille ensuite.
De 1955 à 1973, elle fait partie de plusieurs missions scientifiques dans les territoires portugais d'outre-mer, alors des colonies. C'est notamment le cas de la Mission de géographie en Inde et de la Mission de géographie physique et humaine d'Outre-mer,.
Au cours de ses travaux de recherche sur le terrain, en plus de dresser les cartes et réaliser des graphiques, elle photographie et filme son terrain, matériel utilisé ensuite dans des conférences et pour illustrer ses livres et articles,.
Parmi les campagnes qu'elle a menées au Portugal, l'étude et le tournage de l'éruption du volcan Capelinhos en 1957 se démarque. Elle est la première scientifique à le gravir,,.
De 1970 à 1973, influencée par les travaux de Ruy Cinatti (pt), elle part au Timor. Elle étudie non seulement le relief de l'île, mais aussi les facteurs humains tels que l'occupation des terres ou la répartition de la population,.

## Hommages
En 2021, le réalisateur Gonçalo Tocha (pt) lui rend hommage lors d'un cycle d'expositions et de projections d'images prises lors de l'éruption du Capelinhos,.
Elle fait partie des scientifiques mentionnées par Ciência Viva (pt) en 2016, dans la première édition du livre et de l'exposition « Mulheres na Ciência (Femmes dans la science) ».

## Distinctions
- Commandeur de l'Ordre du Maréchal Pessoa au Brésil en 1964[6]
- Prix international Gago Coutinho de la Société géographique de Lisbonne (pt) en 1966
- Officier de l'ordre des Palmes académiques en 1974
- Membre honoraire de la Société de géographie de Paris depuis 1982[18]
- Membre honoraire de l'Académie de marine de Lisbonne (pt) depuis 1987[9]
- Grand officier de l'ordre de Sant'Iago de l'Épée le 9 juin 1998[19]
- Médaille de la croix navale (pt) du Portugal, 1re classe, en 2006[20]
- Membre honoraire de l'Observatoire volcanologique et géothermique des Açores en 2013[21]
- Médaille du Mérite Scientifique en 2017 par le Ministère de la Science, de la Technologie et de l'Enseignement Supérieur[22],[23]

## Publications

### Livres
Elle est l'autrice de plusieurs livres dans le domaine de la géographie physique et humaine :
- (pt) Raquel Soeiro de Brito, A ilha de São Miguel: estudo geográfico [« L'île de São Miguel : étude géographique »], Lisbonne, Instituto de Alta Cultura, Centro de Estudos Geográficos, 1955, 214 p.
- (pt) Raquel Soeiro de Brito, Imagens de Macau [« Un regard sur Macao »], Lisbonne, Agência Geral do Ultramar, 1963
- (pt) Raquel Soeiro de Brito, Estudos em Homenagem a Mariano Feio [« Études en hommage à Mariano Feio »], Livraria Minho, 1986 (ISBN 9789729617409)
- Raquel Soeiro de Brito, História de Portugal, Círculo de Leitores, 1992 (lire en ligne)
- Raquel Soeiro de Brito, Portugal, perfil geográfico, Editorial Estampa, 1994 (ISBN 972-33-1083-X et 978-972-33-1083-2, OCLC 31799126, lire en ligne)
- Raquel Soeiro de Brito, Atlas de Portugal, Instituto Geográfico Português, 2005 (ISBN 972-8867-14-X)
- (pt) Raquel Soeiro de Brito, Agricultores e pescadores portugueses na cidade do Rio de Janeiro estudo comparativo [« Paysans et pêcheurs portugais de la ville de Rio de Janeiro : étude comparative »], Junta de Investigações do Ultramar, 1960, 95 p.
- (pt) Raquel Soeiro de Brito, Goa, e as prac̦as do Norte [« Goa et les places nord »], Junta de Investigàc̦ões do Ultramar, 1966, 196 p.
- (pt) Raquel Soeiro de Brito et Maria de Lourdes Poeira, Didáctica da Geografia [« Didactique de la géographie »], Universidade Aberta, 1991, 283 p. (ISBN 9726740622)
- (pt) Raquel Soeiro de Brito, Palheiros de Mira : formação e declínio de um aglomerado de pescadores [« Palheiros de Mira : formation et déclin d'un village de pêcheurs »], Instituto Nacional de Investigação Científica, 1981, 109 p.

### Film
- Timor 1970-1973